# 띤비엔
띤비엔 시사(베트남어: Thị xã Tịnh Biên / 市社靜邊)은 베트남 메콩강 삼각주 안장성의 티싸(시사)이다.

## 행정 구역
띤비엔시사에는 7개 방(坊)과 7개 사(社)가 있다.

### 방
- 안푸 방 (An Phú / 安富)
- 찔랑 방 (Chi Lăng / 枝陵)
- 냐방 방 (Nhà Bàng / 茹龐)
- 년흥 방 (Nhơn Hưng / 仁興)
- 누이보이 방 (Núi Voi / 𡶀爲)
- 트이선 방 (Thới Sơn / 泰山)
- 띤비엔 방 (Tịnh Biên / 靜邊)

### 사
- 안끄 사 (An Cư / 安居)
- 안하오 사 (An Hảo / 安好)
- 안농 사 (An Nông / 安農)
- 떤럽 사 (Tân Lập / 新立)
- 떤러이 사 (Tân Lợi / 新利)
- 반자오 사 (Văn Giáo / 文教)
- 빈쭝 사 (Vĩnh Trung / 永中)